# Live (álbum de 13th Floor Elevators)
Live es un álbum de estudio de 1968 de la banda de rock psicodélico 13th Floor Elevators. 
En una entrevista a la banda se dijo que el álbum "en vivo" fue realizado esencialmente con tomas de estudio a las que se le añadieron vítores y aplausos falsos. Es un álbum modesto, producido por International Artists para ganar algún dinero extra, con poca o ninguna aportación de la banda.

## Temas
1. "Before You Accuse Me" – 3:58
2. "She Lives (In a Time of Her Own)" – 3:09
3. "Tried to Hide" – 3:06
4. "You Gotta Take That Girl" – 3:17
5. "I'm Gonna Love You Too" – 2:10
6. "Everybody Needs Somebody to Love" – 4:10
7. "I've Got Levitation" – 2:58
8. "You Can't Hurt Me Anymore" – 4:03
9. "Roller Coaster" – 5:23
10. "You're Gonna Miss Me" – 2:33

- Datos: Q14926449